# Dreiband-Weltmeisterschaft 1936

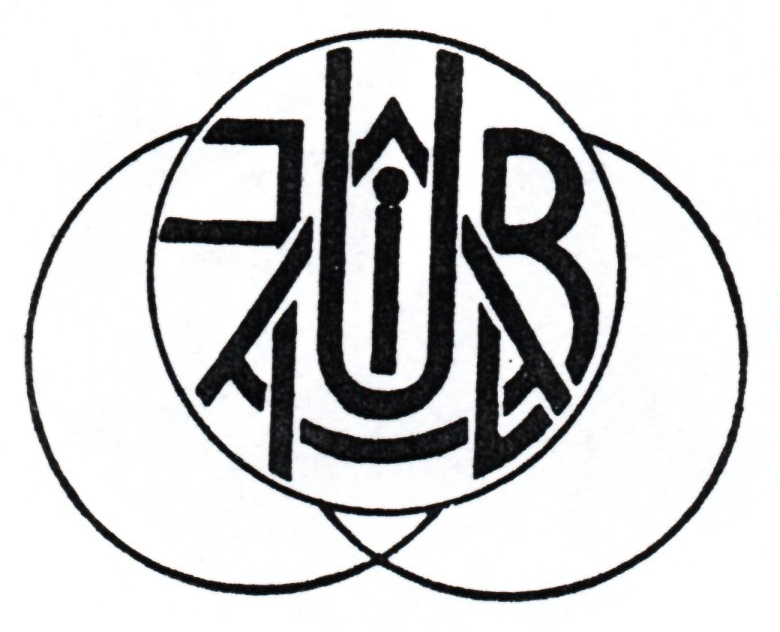
Logo UIFAB (ausrichtender Verband)

Die Dreiband-Weltmeisterschaft 1936 war das neunte Turnier in dieser Disziplin des Karambolagebillards und fand vom 9. bis zum 17. April 1936 in New York City statt. Es war die erste Dreiband-Weltmeisterschaft in Nordamerika.

## Geschichte
Edward Lee beherrschte das Turnier. Er gewann alle Partien und hielt auch alle Turnierrekorde. Zudem stellte er mit 0,859 einen neuen Weltrekord im GD auf. Die europäischen Spieler waren aber mit den Material- und Turnierbedingungen nicht ganz einverstanden. Unter anderem wurde auf einem weinroten Tuch gespielt und anstelle vom roten wurde ein gelber Ball benutzt. Trotz allem war es mit Abstand die bis dahin beste Weltmeisterschaft, was die Leistungen betraf. Für Deutschland startete erstmals August Tiedtke, der in den nächsten 25 Jahren den Dreibandsport in Deutschland dominieren sollte.

## Modus
Gespielt wurde in einer Finalrunde „Jeder gegen Jeden“ bis 50 Punkte.

## Abschlusstabelle

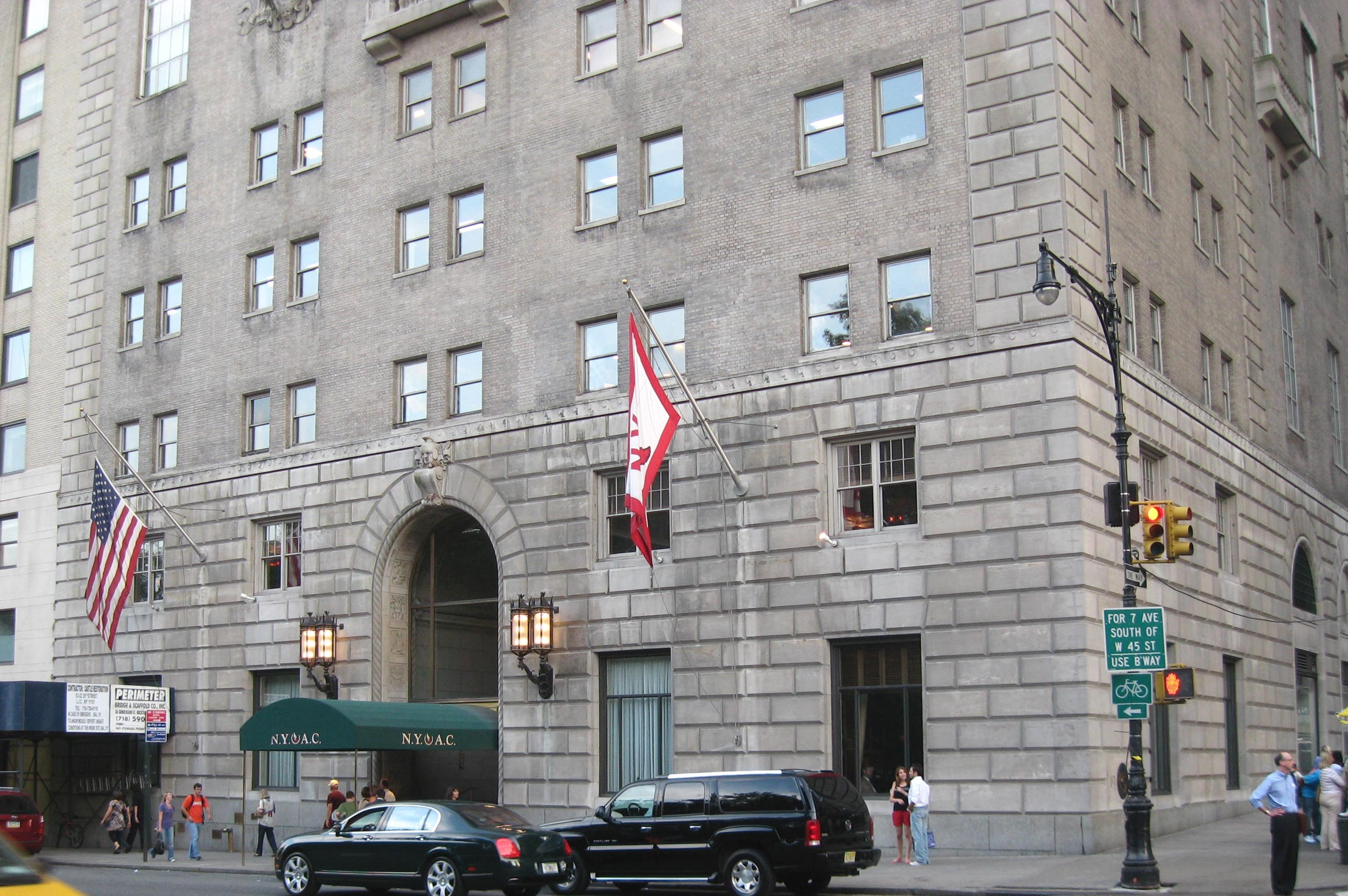
Zentrale des New York Athletic Club in Manhattan

| MP    | Match Points (Sieger = 2; Unentschieden = 1; Verlierer = 0) |
| Pkte. | Erzielte Karambolagen                                       |
| Aufn. | Benötigte Versuche                                          |
| GD    | Generaldurchschnitt                                         |
| BED   | Bester Einzeldurchschnitt eines Spielers                    |
| HS    | Höchstserie                                                 |
|       | Bester GD des Turniers                                      |
|       | Bester ED des Turniers                                      |
|       | Beste HS des Turniers                                       |
|       | 1. Platz (Gold)                                             |
|       | 2. Platz (Silber)                                           |
|       | 3. Platz (Bronze)                                           |

| Platz                      | Name            | MP   | Pkte. | Aufn. | GD    | BED   | HS |
| -------------------------- | --------------- | ---- | ----- | ----- | ----- | ----- | -- |
| 1                          | Edward Lee      | 14:0 | 350   | 409   | 0,859 | 1,111 | 10 |
| 2                          | Eugene Deardoff | 10:4 | 332   | 499   | 0,665 | 0,961 | 7  |
| 3                          | Edmond Soussa   | 8:6  | 313   | 496   | 0,631 | 0,892 | 7  |
| 4                          | Alfred Lagache  | 6:8  | 314   | 449   | 0,699 | 1,000 | 6  |
| 5                          | Emile Zaman     | 6:8  | 323   | 463   | 0,697 | 0,980 | 6  |
| 6                          | Henk Robijns    | 6:8  | 287   | 445   | 0,644 | 0,847 | 6  |
| 7                          | August Tiedtke  | 4:10 | 303   | 480   | 0,631 | 0,781 | 7  |
| 8                          | Jacob Ankrom    | 2:12 | 290   | 465   | 0,623 | 0,714 | 7  |
| Turnierdurchschnitt: 0,678 |                 |      |       |       |       |       |    |